# Journal of Parapsychology
O Journal of Parapsychology é uma revista acadêmica bianual com revisão por pares que cobre a pesquisa sobre fenômenos paranormais, incluindo percepção extrasensorial, especificamente  telepatia, clarividência, precognição e pscocinese, assim como a  consciência humana.
Foi criada em abril de 1937 pr Joseph Banks Rhine (Duke University). É publicada pelo Rhine Research Center e Parapsychology Press. A sua atual editora-chefe é Sally Ann Drucker do Rhine Research Center.
A revista é resumida e indexada pelo PsychINFO e publica resultados de pesquisa, discussões teóricas, resenhas de livros e correspondências. Publica também os resumos dos artigos apresentados no encontro anual da Parapsychological Association.